# Eduardo Reyes Pino
Reyes  Pino est un nom espagnol. Le premier nom de famille, en général paternel, est Reyes ; le second, en général maternel, souvent omis, est Pino.
Pour les articles homonymes, voir Eduardo Reyes, Reyes et Pino (homonymie).
Eduardo Reyes Pino, né le 25 mars 1951 à Cordoue, est un homme politique
espagnol, ébéniste de formation et  militant de l'indépendance de la Catalogne. Il est président de l'association Súmate de 2013 à 2016. Il devient en septembre 2015, député du Parlement de Catalogne pour la liste Ensemble pour le oui.

## Biographie
Eduardo Reyes arrive à Barcelone à l'âge de huit ans. Il vit d'abord dans une cabane, puis dans le quartier de Collblanc et dans le district de Les Corts. Il occupe divers emplois, jusqu'à ce qu'il s'installe finalement comme ébéniste.
De 2013 à mars 2016, il préside l'association Súmate, une organisation indépendantiste qui rassemble les catalans de langue espagnole qui souhaitent une Catalogne souveraine et sociale.
Il occupe la sixième position sur la liste indépendantiste Ensemble pour le oui pour les élections au Parlement de Catalogne de 2015 et dévient député au Parlement de Catalogne.

### Sources
- (ca) Cet article est partiellement ou en totalité issu de l’article de Wikipédia en catalan intitulé « Eduardo Reyes Pino » (voir la liste des auteurs).